# Стреховський потік
Стреховський потік (словац. Strechovský potok) — річка; права притока Цабовського потоку, протікає в окрузі Вранов-над-Теплою.
Довжина приблизно 2.6-3.1 км. Витік знаходиться в масиві Солоні гори (геоморфологічна підодиниця Мошник — схил гори Стрехови-врх) на висоті приблизно 540 метрів.
Протікає територією села Цабов. Впадає в Цабовський потік на висоті приблизно 295—300 метрів.